# Comuna de Manowo
Manowo (polaco: Gmina Manowo) é uma gminy (comuna) na Polónia, na voivodia de Pomerânia Ocidental e no condado de Koszaliński.
De acordo com os censos de 2005, a comuna tem 6.292 habitantes, com uma densidade 33,4 hab/km².

## Área
Estende-se por uma área de 188,57 km².